# Schaumburg-Lippe
Schaumburg-Lippe var et tysk land, der eksisterede fra 1647 til 1946. Det lå placeret vest for Hannover i den sydlige del af den nuværende delstat Niedersachsen. 
Schaumburg-Lippe opstod i 1647 ved en arvedeling af grevskabet Schaumburg. Oprindeligt var det et grevskab, men det blev ophøjet til fyrstendømme af Napoleon i 1807. I 1871 blev det det en delstat i Det Tyske Kejserrige og i 1918 blev det en fristat i Weimarrepublikken. I 1946 blev det indlemmet i den nye delstat Niedersachsen. Hovedstaden var Bückeburg.

## Historie
Grevskabet Schaumburg-Lippe opstod i 1647, efter Huset Schauenburg, der regerede i Grevskabet Schaumburg, var uddødt i 1640. Grevskabet Schaumburg blev her delt i tre dele, der tilfaldt henholdsvis hertugerne i Braunschweig-Lüneburg, landgreverne i Hessen-Kassel og greverne af Lippe, hvoraf den sidste del blev til Grevskabet Schaumburg-Lippe. Grevskabet blev ophøjet til fyrstendømme af Napoleon i 1807. I 1871 blev det fyrstendømmet en delstat i Det Tyske Kejserrige. Ved novemberrevolutionen i 1918 blev monarkiet afskaffet, og Schaumburg-Lippe blev en fristat i Weimarrepublikken. Efter Anden Verdenskrig blev Schaumburg-Lippe i 1946 indlemmet som en landkreis i den nye vesttyske delstat Niedersachsen.

## Geografi
Schaumburg-Lippe var en småstat med et samlet areal på blot 340 km2
. Hovedstaden var byen Bückeburg, og den anden vigtige by var Stadthagen. Den nordligste del af området blev dannet af den store sø Steinhuder Meer, hvori fæstningen og militærskolen Wilhelmstein lå på en kunstig ø.

## Befolkning
| 1766   | 1836   | 1881   | 1905   | 1934   | 1939   |
| ------ | ------ | ------ | ------ | ------ | ------ |
| 17.000 | 26.400 | 33.133 | 44.992 | 50.699 | 54.162 |

## Schaumburg-Lippes regenter

### Grever af Schaumburg-Lippe
- 1647–1681: Filip 1. (1601–1681)
- 1681–1728: Frederik Christian (1655–1728)
- 1728–1748: Albrecht Wolfgang (1699–1748)
- 1748–1777: Vilhelm 1. (1724–1777)
- 1777–1787: Filip 2. Ernst (1723–1787)
- 1787–1807: Georg 1. Vilhelm (regenter: Landgrevinde Juliane af Hessen-Philippsthal og Graf Ludwig von Wallmoden-Gimborn)

### Fyrster af Schaumburg-Lippe
- 1807–1860: Georg 1. Vilhelm
- 1860–1893: Adolf 1. Georg
- 1893–1911: Georg 2.
- 1911–1918: Adolf 2.